# ترنویتس
ترنویتس (به لاتین: Třanovice) یک سکونتگاه مسکونی در جمهوری چک است که در Frýdek-Místek District واقع شده‌است.

## خصوصیات
ترنویتس ۸٫۶ کیلومترمربع مساحت و ۹۷۱ نفر جمعیت دارد و ۳۲۰ متر بالاتر از سطح دریا واقع شده‌است.